# Fuglevad Mølle
Fulgevad Mølle er en mølle (først vand-, siden vindmølle) ved Mølleåen.

## Fra middelalder til slutningen af 1700-tallet
Den tidligste skriftlige henvisning til møllen stammer fra et skatteudskrivningsdokument fra 1492. Derefter er der adskillige kilder fra det tidlige 1600-tal som nævner møllen. Navnet stavedes ofte Folevad, og "fole" (rådden, uren eller stinkende) hentyder sandsynligvis til den rådne lugt af blade som har samlet sig i åen omkring et vadested.
Kronens ejerskab af møllen kan spores tilbage til den tidlige middelalder. I 1629 fik den københavnske storkøbmand Johan Böcker van Delden møllen i arvefæste. Van Delden havde desuden overtaget Brede Mølle og Stampen, men han gik fallit i 1633, og Fuglevad Mølle blev sammen med Brede overtaget af købmanden Henrik Rosenmeyer. I 1668 blev kobbersmeden Henrik Ehm ejer af møllen, der således må have købt den af kronen. Han solgte den imidlertid igen 1674 til Lauritz Hansen Møller, borger i København. Lauritz Hansen ses i matriklen 1683 som ejer og bruger af møllen; en del af jorden var dog forpagtet ud til ham af overnævnte Henrik Ehm, som på dette tidspunkt var blevet assessor i København. Tilliggende til møllen var Mølletorp, som senere blev til Sorgenfri.
En Martinus Nürnberg købte møllen i slutningen af 1600-tallet og sønnen Laurids Nürnberg overtog den i 1734. Han oprettede et le- og slibeværk på Fuglevad, og dette blev i 1753 overtaget af det interessentskab som også ejede Brede og Nymølle, og Fuglevad var således filial af Brede kobberværk.

## Nyere tid
I 1802 købte møller Jørgen Christian Lund Fuglevad Mølle. Efter hans død i 1818 fortsatte hans enke møllen, indtil den i 1828 overgik til Johan Jørgen Lund. På grund af problemer med at få tilført tilstrækkeligt med vand til møllen, opførte J.J. Lund i 1832 en vindmølle efter hollandsk forbillede på toppen af skrænten vest for vandmøllen.
1862 overtog Carl Tommerup, som var gift med J.J. Lunds ældste datter Sophie Amalie, møllen, og han solgte den i 1872 til papirfabrikanterne fra Strandmøllen J.C. Drewsen & Sønner, som vidersolgte den i 1873 til Ludvig Gudmann. Inden dette salg havde J.C. Drewsen & Sønner fået indført klausul om at der ikke måtte foregå papirproduktion på Fuglevad Mølle. Gudmann opførte i samarbejde med G.F. Hamann i 1874 en ny møllebygning med indbygget turbine, og indrettede en kunstlæderfabrik. Bygningen er den endnu eksisterende Fuglevad Mølle.
Fabrikant William Salmonsen købte i 1883 hele anlægget, som på daværende tidspunkt også ejede Brede Mølle. De følgende år udskiftedes det ene småindustrielle erhverv med det andet i møllen, indtil den i 1928 blev købt af Lyngby-Taarbæk Kommune. Den overgik i 1960 til Nationalmuseet.
Tæt på møllen opførte Ludvig Gudmann møllehuset "Villa Folevad". Villaen blev i 1930 købt af Lyngby Sogn og overgivet til et børnehjem, men blev omkring 1950 til privat beboelse. I 1960'erne købtes den af Nationalmuseet, som i 2005 på grund af nedskæringer i budgettet blev tvunget til at afhænde den.
I starten af 1900-tallet blev driften på møllen stoppet, og den begyndte at forfalde. Men i mellemtiden havde Bernhard Olsen åbnet det senere Frilandsmuseum, på en grund der ligger lige op til Fuglevad. På grund af eventuel brandfare blev det besluttet at rive møllen ned, men fabrikant Georg Binder anså den for et vartegn, og han købte derfor møllen og satte den i stand. Den blev overgivet til Dansk Landbrugsmuseum, og i 1937 overgivet til Frilandsmuseet. Møllen står i dag stadig på sin plads hvor den blev opført i 1832.